# فرودگاه سن ایگنکیو دانتون
فرودگاه سن ایگنکیو دانتون (به انگلیسی: San Ignacio Downtown Airstrip) یک فرودگاه همگانی است که یک باند فرود خاک دارد و طول باند آن ۶۷۳ متر است. این فرودگاه در کشور مکزیک قرار دارد و در ارتفاع ۱۷۴ متری از سطح دریا واقع شده است.